# Zecas (general)
Zecas (em grego: Ζηκας) ou Zique (em parta: zy’k; romaniz.: *Zīg; em grego: Ζικ ou Ζιχ; romaniz.: Zik ou Zich) foi um oficial sassânida do século IV, ativo durante o reinado do xá Sapor II (r. 309–379). 

## Nome
Zecas (Ζηκας, Zēkas) ou Zique (Ζικ / Ζιχ, Zik ou Zich) são as formas gregas do persa médio Ziaque (Ziyak) e do parta Zigue (Zīg [zy’k]), que derivaram do iraniano antigo *Jiaca (J̌ī̆yaka-), "vivido". Foi registrado em armênia como Zique (Զիկ, Zik).

## Vida
As origens de Zecas são incertas. Segundo Fausto, o Bizantino, o xainxá Sapor II (r. 309–379) enviou-o com Carano contra a Armênia para sitiar a rainha-viúva Farranzém em Artogerassa e governar o país. Fausto menciona que era nuiracapete. Ferdinand Justi considerou que talvez seja o Cílaces citado por Amiano Marcelino no mesmo contexto.